# 甚大巡天望遠鏡
甚大巡天望遠鏡（VLT Survey Telescope）是位於智利北部阿塔卡馬沙漠歐洲南方天文台帕拉納爾天文台的望遠鏡。甚大巡天望遠鏡位於帕拉納山頂的四台甚大望遠鏡旁的一個封閉空間內。甚大巡天望遠鏡是一種廣角巡天望遠鏡，視野是滿月的兩倍，是世界上最大可見光巡天的望遠鏡。
甚大巡天望遠鏡是義大利那不勒斯卡波迪蒙特天文台（Astronomical Observatory of Capodimonte）和歐洲南方天文台於1997年開始的一項合作。